# Oligosita thisbe
Oligosita thisbe är en stekelart som beskrevs av Girault 1929. Oligosita thisbe ingår i släktet Oligosita och familjen hårstrimsteklar. Inga underarter finns listade i Catalogue of Life.